# فرشته‌بالیان
فرشته‌بالیان زیرخانواده‌ای از تیره فرچه‌پایان هستند. فرچه‌پایان کوینی در این زیرخانواده جای دارند.